# Like a Prayer (cântec)
Like a Prayer (română Ca un rugător) este primul single al Madonnei de pe cel de-al patrulea album de studio, Like a Prayer, lansat pe 3 martie 1989. În Japonia a fost lansat un mini-album, Remixed Prayers, care includea remixuri ale acestui track și ale piesei „Express Yourself”. Cântecul a fost inclus pe compilațiile The Immaculate Collection și Celebration. Acesta este adesea numit ca fiind cel mai bun cântec înregistrat de solistă. Videoclipul este considerat unul din cele mai bune ale tutoror timpurilor. Discul single s-a vândut în peste 5 milioane de exemplare în toată lumea, fiind clasat al cincilea cel mai bine vândut în 1989 în Marea Britanie.

## Recepția

### Premii și recunoașteri
| Anul | Ceremonia                        | Premiul                                       | Rezultatul |
| ---- | -------------------------------- | --------------------------------------------- | ---------- |
| 1989 | The 1986 Pazz & Jop Critics Poll | Singles                                       | Locul 7    |
| 2003 | Slant Magazine                   | 100 Greatest Music Videos                     | Locul 43   |
| 2004 | Rolling Stone                    | The RS 500 Greatest Songs of All Time         | Locul 300  |
| 2006 | AssociatedContent.com            | The 500 Songs of the 1980s                    | Locul 245  |
| 2005 | DigitalDreamDoor.com             | 100 Greatest Dance Songs of the 1980s         | Locul 88   |
| 2007 | DigitalDreamDoor.com             | Greatest Rock Songs of the 1980s              | Locul 62   |
| 2007 | DigitalDreamDoor.com             | Greatest Rock Songs of the 1980s              | Locul 65   |
| 2008 | DigitalDreamDoor.com             | Greatest Music Videos                         | Locul 49   |
| 2008 | DigitalDreamDoor.com             | 100 Greatest Rock Songwriters                 | Locul 117  |
| 2009 | DigitalDreamDoor.com             | Top Ten Songs Of Each Year (1980-1989) - 1989 | Locul 2    |
| 2009 | Billboard                        | Cântecele de top ale Madonnei                 | Locul 6    |
| 2009 | Evenimentul Zilei                | Cele mai bune melodii ale Madonnei            | Locul 2    |
| 2010 | Channel 4                        | 100 Greatest Pop Videos                       | Locul 5    |
| 2010 | Rolling Stone                    | The RS 500 Greatest Songs of All Time         | Locul 306  |
| 2012 | NME                              | 100 Best Songs of the 1980s                   | Locul 33   |

### Performanța în topuri
Discul single este al treilea cel mai bine vândut single al Madonnei în Franța, după „La Isla Bonita” și „Into the Groove”, înregistrând peste 478.000 de exemplare vândute.

### Certificate
| Țara   | Certificat |
| ------ | ---------- |
| Franța | Argint     |

## Videoclipul
Madonna primește stigmata, face dragoste cu o statuie vie ce reprezintă un sfânt de culoare și dansează pe un câmp, având în spate cruci în flăcări.
Videoclipul are un mesaj pozitiv: depășirea rasismului și a fricii de a spune adevărul. Atât de mulți oameni sunt martori la infracțiuni, dar le e frică să se implice pentru a nu avea probleme.

Videoclipul muzical care însoțește melodia „Like a Prayer”, regizat de Mary Lambert și filmat în ianuarie 1989, o arată pe Madonna martoră la agresiunea sexuală și apoi uciderea unei femei albe de către un grup de bărbați albi. În timp ce un bărbat de culoare este arestat pentru crimă, Madonna se ascunde într-o biserică pentru siguranță, căutând puterea de a ieși ca martor. Videoclipul prezintă o biserică și imagini catolice, cum ar fi stigmatele. De asemenea, prezintă arderea unor cruci Ku Klux Klan și o secvență de vis în care se sărută un sfânt de culoare. Vaticanul a condamnat videoclipul, în timp ce familiile și grupurile religioase au protestat împotriva lansării sale. Aceștia au boicotat produsele companiei de băuturi răcoritoare Pepsi, care a folosit melodia în publicitatea sa. Pepsi și-a anulat contractul de sponsorizare cu Madonna, dar i-a permis să păstreze un comision de 5 milioane de dolari.

## Preluări
Cântecul a fost interpretat într-o variantă country de către Sugarland și Little Big Town în 2011, bucurându-se de succes critic.